# Romualdas Krinickis
Romualdas Krinickis (ur. 30 czerwca 1973 w Niemieży k. Wilna) – litewski duchowny muzułmański pochodzenia tatarskiego.

## Życiorys
W latach 1990–1992 odbywał nauki w Medresie przy Duchownym Zarządzie Muzułmanów w Ufie, następnie kurs koraniczny w Stambule (1992–1993) oraz studia teologiczne na Uniwersytecie Erciyes w Kayseri (1993–1997).
Od 1992 do 1993 pracował jako sekretarz techniczny w Duchownym Zarządzie Muzułmanów w Ufie. W latach 1993–1997 był nauczycielem religii w Towarzystwie Kultury Tatarów Litewskich. Pracował również jako księgowy w spółce "Ibrahim". Od 1998 pełni funkcję przewodniczącego Zarządu Duchownego Centrum Muzułmanów Sunnitów Litwy (Muftiatu). Jest również imamem meczetu we wsi Sorok Tatary w rejonie wileńskim.